# قبة سرست
قبة سرست (بالفارسية: گنبد سرست) هي قبة تاريخية تعود إلى القرن التاسع الهجري، وتقع في مقاطعة بابل.